# Mountlake Terrace
Mountlake Terrace is een plaats (city) in de Amerikaanse staat Washington en valt bestuurlijk gezien onder Snohomish County.

## Demografie
Bij de volkstelling in 2000 werd het aantal inwoners vastgesteld op 20.362.
In 2006 is het aantal inwoners door het United States Census Bureau geschat op 20.225, een daling van 137 (-0.7%).

## Geografie
Volgens het United States Census Bureau beslaat de plaats een oppervlakte van
10,8 km², waarvan 10,5 km² land en 0,3 km² water.

## Plaatsen in de nabije omgeving
De onderstaande figuur toont nabijgelegen plaatsen in een straal van 8 km rond Mountlake Terrace.